# Vila urbană de pe str. Mihai Eminescu, 33 (Chișinău)
Vila urbană de pe str. Mihai Eminescu, 33 este o clădire amplasată pe str. Mihai Eminescu, 33 în Chișinău, Republica Moldova. Este un monument arhitectural și de artă de importanță națională inclus în Registrul monumentelor Republicii Moldova ocrotite de stat cu nr. 360 (municipiul Chișinău). Datează din anii 1930.